# Owieczki (Goniądz)
Owieczki ist ein Dorf der Stadt-und-Land-Gemeinde (gmina miejsko-wiejska) Goniądz im Powiat Moniecki in der Woiwodschaft Podlachien, Polen.

## Geographische Lage
Owieczki liegt etwa fünf Kilometer von Goniądz, sechs Kilometer von Mońki und 46 Kilometer von Białystok entfernt. 